# Karol Piotr Zieliński
Karol Piotr Zieliński – polski filolog, dr hab. nauk humanistycznych, profesor uczelni Instytutu Studiów Klasycznych, Śródziemnomorskich i Orientalnych Wydziału Filologicznego Uniwersytetu Wrocławskiego.

## Życiorys
W 1996 ukończył studia filologiczne na Uniwersytecie Wrocławskim, 9 października 2001 obronił pracę doktorską Autokreacja Safony. Aspiracje poety lirycznego do roli Herosa w kulturze archaicznej Grecji, 30 czerwca 2016 habilitował się na podstawie pracy zatytułowanej Iliada i jej tradycja epicka. Studium z zakresu greckiej tradycji oralnej. 
Jest zatrudniony na stanowisku profesora uczelni w Instytucie Studiów Klasycznych, Śródziemnomorskich i Orientalnych na Wydziale Filologicznym Uniwersytetu Wrocławskiego.